# Transitiviteit (wiskunde)
In de wiskunde heeft transitiviteit twee verschillende, maar verwante betekenissen.
Een tweeplaatsige relatie {\displaystyle R} over een verzameling {\displaystyle X} heet transitief, als steeds wanneer een element {\displaystyle a} gerelateerd is aan een element {\displaystyle b}, en {\displaystyle b} op zijn beurt weer gerelateerd is aan een element {\displaystyle c}, ook {\displaystyle a} gerelateerd is aan {\displaystyle c}. Transitiviteit is alleen op homogene relaties gedefinieerd en is onder die voorwaarde een belangrijke eigenschap van veel soorten relaties, bijvoorbeeld partiële ordeningen, equivalentierelaties en gerichte verzamelingen. De inverse van een transitieve relatie is ook transitief.
De volgende begrippen zijn daarmee verwant:
- Een relatie {\displaystyle R\subset A\times A} op een verzameling {\displaystyle A} wordt ook transitief genoemd, als de samengestelde relatie {\displaystyle R\circ R} een deelverzameling is van {\displaystyle R} zelf.
- De transitieve afsluiting van een tweeplaatsige relatie is de kleinste transitieve relatie die de oorspronkelijke relatie geheel omvat.

Nog een betekenis komt uit de groepentheorie. Een groep {\displaystyle G}, die als een permutatiegroep van de eindige rij of eventueel geïndexeerde verzameling {\displaystyle R} kan worden opgevat, heet transitief als er voor ieder paar elementen {\displaystyle a} en {\displaystyle b} in {\displaystyle R} een element {\displaystyle g\in G} is, zodat {\displaystyle b=g(a)}.
Een verzameling heet ten slotte nog transitief als alle elementen er tevens een deelverzameling van zijn. Een voorbeeld van een transitieve verzameling is {\displaystyle \{\emptyset ,\{\emptyset \}\}}. 

## Voorbeelden van transitieve relaties
De relaties 'is groter dan', 'is minstens zo groot als' en 'is gelijk aan en de gelijkheid, zijn transitieve relaties:
Als {\displaystyle A>B} en {\displaystyle B>C}, dan geldt ook {\displaystyle A>C}.
Als {\displaystyle A\geq B} en {\displaystyle B\geq C}, dan geldt ook {\displaystyle A\geq C}.
Als {\displaystyle A=B} en {\displaystyle B=C}, dan geldt ook {\displaystyle A=C}.
Enige tijd hebben economen en filosofen geloofd dat preferentie een transitieve relatie was, maar er zijn nu wiskundige theorieën die aantonen dat preferenties en andere belangrijke economische resultaten kunnen worden gemodelleerd, zonder toevlucht te nemen tot deze veronderstelling. 
De relatie 'is de moeder van' is geen transitieve relatie, want als Anna de moeder is van Brigitte en Brigitte de moeder van Claire, dan is Anna niet de moeder van Claire. Hierop aansluitend bestudeert men in de biologie vaak het moederschap over een willekeurig aantal generaties: de relatie 'is een matrilineaire voorouder van'. Dit is een transitieve relatie. Preciezer gezegd is het de transitieve afsluiting van de relatie 'is de moeder van'.
Meer voorbeelden van transitieve relaties:
- "is een deelverzameling van"
- "is deler van"
- "kan worden gedeeld door"
- "impliceert"